# Tổng tuyển cử Nhật Bản 2021
Tổng tuyển cử Chúng Nghị viện lần thứ 49 (第49回衆議院議員総選挙 (Đệ 49 hồi Chúng Nghị viện Nghị viên Tổng tuyển cử) dai-yonjūkyūkai Shūgiin giin sōsenkyo) hoặc Tổng tuyển cử Nhật Bản 2021 là một cuộc bầu cử được tổ chức vào ngày 31 tháng 10 năm 2021 ở Nhật Bản, theo quy định của Hiến pháp Nhật Bản. Việc bỏ phiếu sẽ diễn ra ở tất cả các khu vực bầu cử Dân biểu của Nhật Bản bao gồm các khối theo tỷ lệ, để bổ nhiệm các ứng viên vào các ghế trong Chúng Nghị viện, hạ viện của Quốc hội Nhật Bản. Do nội các phải từ chức sau cuộc bầu cử chung của Chúng Nghị viện trong phiên họp Quốc hội đầu tiên sau bầu cử (Hiến pháp, Điều 70), cuộc bầu cử hạ viện cũng sẽ dẫn đến một cuộc bầu cử chỉ định Thủ tướng mới trong Quốc hội, và bổ nhiệm một nội các mới (ngay cả khi các bộ trưởng tương tự được bổ nhiệm lại). Đây là lần thứ 5 trong lịch sử Nhật Bản mà có tới 9 đảng phái cùng đứng ra vận động tranh cử một lúc, bao gồm các năm 1993, 2000, 2009, 2012. Tuy nhiên, Đảng NHK lại không nhận được phiếu nào trong cuộc bầu cử này nên số chính đảng chỉ còn 8.
Chiến thắng chính thức của Đảng Dân chủ Tự do được công nhận vào lúc 0h ngày 1 tháng 11 năm 2021 theo giờ Nhật Bản. Qua đó, Đảng Dân chủ Tự do sẽ tiếp tục cầm quyền tại Chúng Nghị viện trong 3 năm tới.